# 蒂爾森 (紐約州)
蒂爾森（英語：Tillson）是位於美國紐約州阿爾斯特縣的普查規定居民點。

## 人口
根據2020年美國人口普查的數據，蒂爾森的面積為6.14平方千米，當中陸地面積為6.07平方千米，而水域面積為0.06平方千米。當地共有人口1516人，而人口密度為每平方千米246.91人。